# Asterix der Gallier (Film)
Asterix der Gallier (Originaltitel: Astérix le Gaulois) ist der erste Asterix-Zeichentrickfilm aus dem Jahr 1967. Die französisch-belgische Koproduktion basiert auf dem ersten, gleichnamigen Comicband von Albert Uderzo und René Goscinny.

## Handlung
Während im Jahr 50 v. Chr. ganz Gallien von den Römern unterworfen und besetzt ist, leisten die Bewohner eines kleinen gallischen Dorfes an der Küste von Aremorica weiterhin Widerstand. Um gegen die römische Übermacht bestehen zu können, nutzen sie einen vom Druiden Miraculix gebrauten Zaubertrank, der übermenschliche Kraft verleiht. Einer der tapfersten Krieger des Dorfes ist der gewitzte Asterix. Dieser ist mit dem gutmütigen, jedoch etwas einfältigen Obelix befreundet.
Gaius Bonus, der Centurio und Befehlshaber des Römerlagers Kleinbonum, ist verärgert darüber, dass man nun schon seit über fünf Jahren das Gallier-Dorf belagert und keinen Schritt weiterkommt. Zusammen mit Marcus Schmalzlockus schmiedet er einen Plan, um endlich hinter das Geheimnis der übermenschlichen Kraft der Gallier zu kommen: Ein als Gallier verkleideter römischer Spion soll in das Dorf geschleust werden. Da sich kein Freiwilliger meldet, veranstaltet man das Spiel „Reise nach Rom“, bei dem der Legionär Caligula Minus verliert. Man schickt ihn als vermeintlichen Gefangenen der Römer in den Wald, wo er tatsächlich von Asterix und Obelix befreit und ins Dorf geholt wird. Gegenüber den Galliern erklärt er, er sei ein Fremdenführer aus Lutetia mit dem Namen Kannwenix Minimix. Miraculix lässt ihn vom Zaubertrank kosten. Im Anschluss wird er jedoch enttarnt, als ihm beim traditionellen Tanz sein falscher Bart abfällt.
Der Spion flüchtet zurück nach Kleinbonum und berichtet an Gaius Bonus, der nun unbedingt an das Rezept des Zaubertranks kommen will und daher den Druiden Miraculix entführen lässt. Asterix lässt sich auf dem Ochsenkarren eines Händlers nach Kleinbonum fahren und gelangt im Heu versteckt ins Lager, wo er den gefangenen Miraculix findet und sich dann den Römern ergibt. Gaius Bonus will mit Hilfe des Zaubertranks Julius Cäsar stürzen und die Macht im römischen Reich erlangen. Er verlangt deshalb vom Druiden, dass er für ihn den Trank braut, was dieser schließlich auch tut. Nachdem alle Römer davon getrunken haben, stellt sich der vermeintliche Zaubertrank jedoch als stark wirkendes Haarwuchsmittel heraus. Miraculix erklärt sich bereit, ein Gegenmittel zu brauen, wobei er die Gelegenheit nutzt, nebenbei für Asterix den Zaubertrank zu brauen.
Gerade als Miraculix und Asterix aus Kleinbonum fliehen wollen, erreicht Julius Cäsar mit einer überwältigenden Zahl von Legionären das Lager. Als die Gallier davon berichten, dass Gaius Bonus mit dem Zaubertrank nach Rom marschieren wollte, um Cäsar zu stürzen, lässt dieser Gaius Bonus in die Mongolei strafversetzen. Zum Dank lässt Cäsar Asterix und Miraculix frei und beide kehren wieder in ihr Dorf zurück.

## Veröffentlichung
Der Film wurde ohne Wissen der beiden Autoren Goscinny und Uderzo gedreht. Ursprünglich hatte die Firma Belvision geplant, mehrere Asterix-Alben zu verfilmen und sie als Serie für das Fernsehen aufzuteilen. Nach einer Testvorführung von Asterix der Gallier zeigten sich Uderzo und Goscinny sehr erbost über das Projekt und bemängelten vor allem den Zeichenstil. Dennoch gaben sie ihr Einverständnis für die Kinoveröffentlichung, jedoch stoppten sie die fast fertige Verfilmung von Die goldene Sichel, um ein eigenes, aufwendigeres Projekt zu starten. Die Filmnegative zu Die goldene Sichel mussten komplett vernichtet werden.
Die DVD-Veröffentlichung des Films enthält die 88-minütige Dokumentation René Goscinny – Ein Leben für den Humor (Originaltitel: René Goscinny: Profession humoriste) von Michel Viotte aus dem Jahr 1998 in französischer Sprache mit deutschen Untertiteln.

## Synchronisation
Es existieren drei unterschiedliche deutsche Synchronfassungen des Filmes: Neben der Fassung für die deutsche Kino-Erstaufführung am 16. Juli 1971 wurde zur Kino-Wiederaufführung am 6. April 1984 eine Neusynchronisation inklusive teilweise veränderter Musik erstellt, die ab dem 29. November 1985 auch in der DDR zu sehen war. Für die Veröffentlichung des Films auf Video und DVD am 27. Dezember 2001 wurde eine zusätzliche Dialekt-Fassung auf Sächsisch erstellt, bei der wieder die Originalmusik verwendet wurde. 2014 erschien die Blu-ray, mit den Synchronfassungen von 1971 und 1984.
Die erste Synchronfassung entstand bei der Simoton Film in Berlin, Heinrich Riethmüller schrieb das Dialogbuch und führte Regie. Die zweite Synchronfassung entstand bei der Berliner Synchron, unter der Regie und nach dem Dialogbuch von Arne Elsholtz. Die sächsische Synchronfassung wurde von der FFS Film- & Fernseh-Synchron erstellt. Michael Pan war für Dialogbuch und Regie verantwortlich.
| Rolle                                               | Originalsprecher                   | Deutsche Fassung (1971) | Deutsche Fassung (1984) | Sächsische Fassung (2001) |
| --------------------------------------------------- | ---------------------------------- | ----------------------- | ----------------------- | ------------------------- |
| Asterix                                             | Roger Carel                        | Hans Hessling           | Frank Zander            | Peter Reinhardt           |
| Obelix                                              | Jacques Morel                      | Edgar Ott               | Günter Pfitzmann        | Wolfgang Kühne            |
| Majestix                                            | Pierre Tornade                     | Eduard Wandrey          | Michael Chevalier       | Tilo Schmitz              |
| Händler                                             | Pierre Tornade                     | Erich Fiedler           | Edgar Ott               | Frank Turba               |
| Gaius Bonus                                         | Pierre Tornade                     | Martin Hirthe           | Horst Niendorf          | Engelbert von Nordhausen  |
| Troubadix                                           | Jacques Jouanneau                  | Hugo Schrader           | Arne Elsholtz           | Andreas Müller            |
| Caligula Minus                                      | Jacques Jouanneau oder Roger Carel | Dieter Kursawe          | Santiago Ziesmer        | Gerald Schaale            |
| Miraculix                                           | Lucien Raimbourg                   | Klaus W. Krause         | Friedrich W. Bauschulte | Michael Pan               |
| Marcus Schmalzlockus / Marcus Sacapus / Marcus Ecus | Pierre Trabaud                     | Klaus Miedel            | Dieter Kursawe          | Klaus-Dieter Klebsch      |
| Erzähler                                            | Bernard Lavalette                  | Joachim Cadenbach       | Friedrich Schoenfelder* | Friedrich Schoenfelder*   |
| Julius Cäsar                                        | Maurice Chevit                     | Jochen Schröder         | Christian Rode          | Reinhard Kuhnert          |
| Tullius Octopus                                     | –                                  | Michael Chevalier       | Karl Schulz             | Lutz Schnell              |
| Gracchus Kleinbus / Gracchus Sextilius              | –                                  | Michael Chevalier       | Andreas Mannkopff       | Michael Bauer             |
| Legionär                                            | –                                  | Hans Schwarz            | –                       | –                         |

*Friedrich Schoenfelder sprach den Text für die Dialektfassung ein zweites Mal ein.

## Kritiken
„Der erste Asterix-Film enttäuschte in der deutschen Fassung durch seinen Mangel an Dialogwitz. Die Wiederaufführung 13 Jahre später erfolgte in einer merklich besseren Neusynchronisation.“

„Auch wenn Gérard Depardieu als Obelix ein Bild für die Götter war – diese Verfilmung des ersten „Asterix“-Bandes trifft den Witz der Vorlage noch besser als der Realfilm von 1999. Nur Julius Caesar findet das nicht witzig…“

## Soundtrack
- Gérard Calvi: Astérix le Gaulois. Auszüge aus dem Original-Soundtrack. Auf: Astérix au Cinéma. 33 titres en version originale. Play-Time (FGL)/BMG, Paris 1996, Tonträger-Nr. PL 961226/3017682 – Auszüge aus der Originalaufnahme der Filmmusik unter Leitung des Komponisten.